# Bartolina Sisa
Bartolina Sisa Vargas (1750  ca. – 5 settembre 1782) è stata una rivoluzionaria boliviana di etnia aymara che ha condotto numerose rivolte contro l'Impero spagnolo a Charcas, oggi Bolivia.
Insieme al leader indigeno e marito Túpac Catari, partecipò all'organizzazione dei campi militari che presero parte nell'assedio di La Paz. Fu tradita e consegnata alle autorità spagnole che in un secondo momento la giustiziarono.
Per onorare la sua morte, la giornata internazionale delle donne indigene è celebrata ogni 5 settembre dal 1983.

## Biografia
Bartolina Sisa, figlia di José Sisa e Josefa Vargas, nacque intorno all'anno 1750 nella comunità indigena di Q'ara Qhatu (Caracoto in spagnolo), un villaggio della Reale Udienza di Charcas, facente parte del Vicereame del Perù. Era ancora bambina quando la sua famiglia si trasferì a Sica Sica, dove commerciavano foglie di coca e lavoravano nella produzione di prodotti tessili. Come era comune per le famiglie contadine della regione, viaggiava spesso in tutta l'area dell'Altiplano vendendo i beni prodotti dalla famiglia. A Sica Sica viveva anche Julián Apaza, successivamente conosciuto come Túpac Catari, che Sisa sposerà e con il quale avrà quattro figli. Secondo il frate francescano Matías Balderrama, Sisa era magra, di media statura, di bell'aspetto e di grande intelligenza.
Raggiunta l'età adulta Sisa fu testimone delle violenze e delle ingiustizie che la popolazione indigena dell'Altiplano subiva per mano dell'Impero spagnolo, il che la spinse a prendere parte alle milizie della resistenza guidate dal marito Túpac Catari.
Nel 1780 iniziò la ribellione delle popolazioni Aymara e Quechua contro i coloni a capo del Vicereame del Perù, guidata da Túpac Amaru II. Dopo la rivolta, Bartolina Sisa ottenne il comando di un esercito di circa 40000 persone.

### Assedio di La Paz
Bartolina Sisa, suo marito e altri leader della comunità andina come José Gabriel Condorcanqui, successivamente conosciuto come Túpac Amaru II, oltre ai fratelli Damasio e Tomás Katari si unirono nell'ideale dell'emancipazione del popolo indigeno e riuscirono a riunire circa 150000 persone da tutta la regione.
Il 13 marzo 1781 Sisa e Túpac Catari cominciarono l'assedio di La Paz, allora capitale di Charcas con forze stimate in 20000 uomini, ai quali successivamente se ne unirono altri 80000. Furono chiusi tutti gli accessi alla città, provocando scarsità di cibo ed acqua al suo interno. In quel momento, Sisa era al comando delle forze indigene ed era riuscita a bloccare tutti i passi di montagna che portavano in città, tramite l'organizzazione di accampamenti militari. Il 21 maggio, l'esercito spagnolo mandò 300 uomini a catturare Sisa con l'intento di bloccare così l'assedio, non riuscendovi.
Dopo quasi 190 giorni di assedio, gli spagnoli riuscirono a porvi fine grazie alle divisioni interne nel fronte degli indigeni e ai rinforzi arrivati da Lima, La Plata e Buenos Aires. Gli spagnoli ricevettero aiuto da altre comunità indigene contrarie a Catari, il che portò alla cattura dei capi della rivolta, che furono impiccati nel settembre del 1782.
Bartolina Sisa venne catturata e giustiziata il 5 settembre 1782. Fu impiccata dopo essere stata umiliata nella piazza principale di La Plaza (oggi Plaza Murillo), malmenata e stuprata. Una volta morta, gli spagnoli fecero il suo corpo a pezzi, ne mostrarono la testa al pubblico per ammonire gli indigeni, ed inviarono le sue membra in villaggi diversi per mostrarle alla popolazione.

## Riconoscimenti e influenza

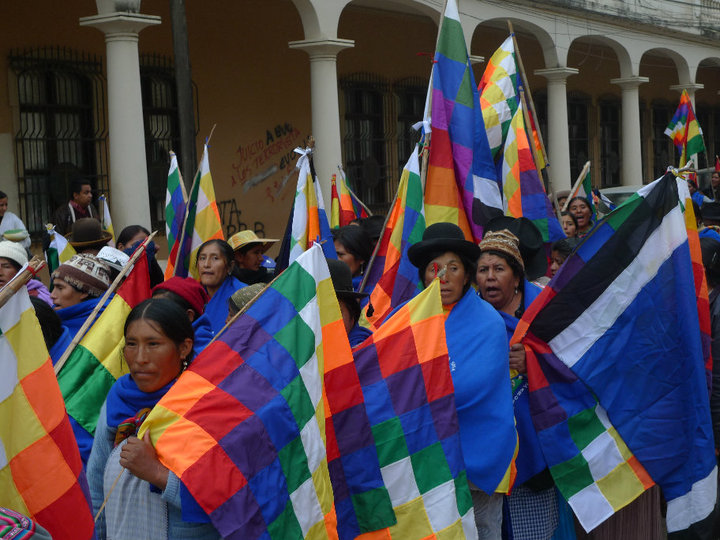
Federación de Mujeres Campesinas Bartolina Sisa

Nel 1980 fu fondata a suo nome la Federación de Mujeres Campesinas Bartolina Sisa, un sindacato per le donne indigene e contadine, con l'obiettivo di aumentare la partecipazione delle donne indigene nelle decisioni politiche, sociali ed economiche della Bolivia. Inoltre, nel 1983 il Secondo Incontro delle Organizzazioni e Movimenti delle Americhe, tenutosi a Tiahuanaco, decise di celebrare la Giornata internazionale delle donne indigene ogni 5 settembre, lo stesso giorno della sua morte.